# Parascyphus repens
Parascyphus repens is een hydroïdpoliep uit de familie Thyroscyphidae. De poliep komt uit het geslacht Parascyphus. Parascyphus repens werd in 1904 voor het eerst wetenschappelijk beschreven door Jäderholm. 